# Argisti I
Argisti I (en armeni: Արգիշտի Ա) va ser un rei d'Urartu que va regnar del 785 aC al 753 aC.
Va succeir el seu pare Menua I. Durant el seu regnat, es va continuar el culte a Khaldi, la principal deïtat del urartians, i també a Techeba (sembla que seria el Tessub dels hurrites) i Ardini, deïtat del país de Mutsatsir adoptada per Urartu.

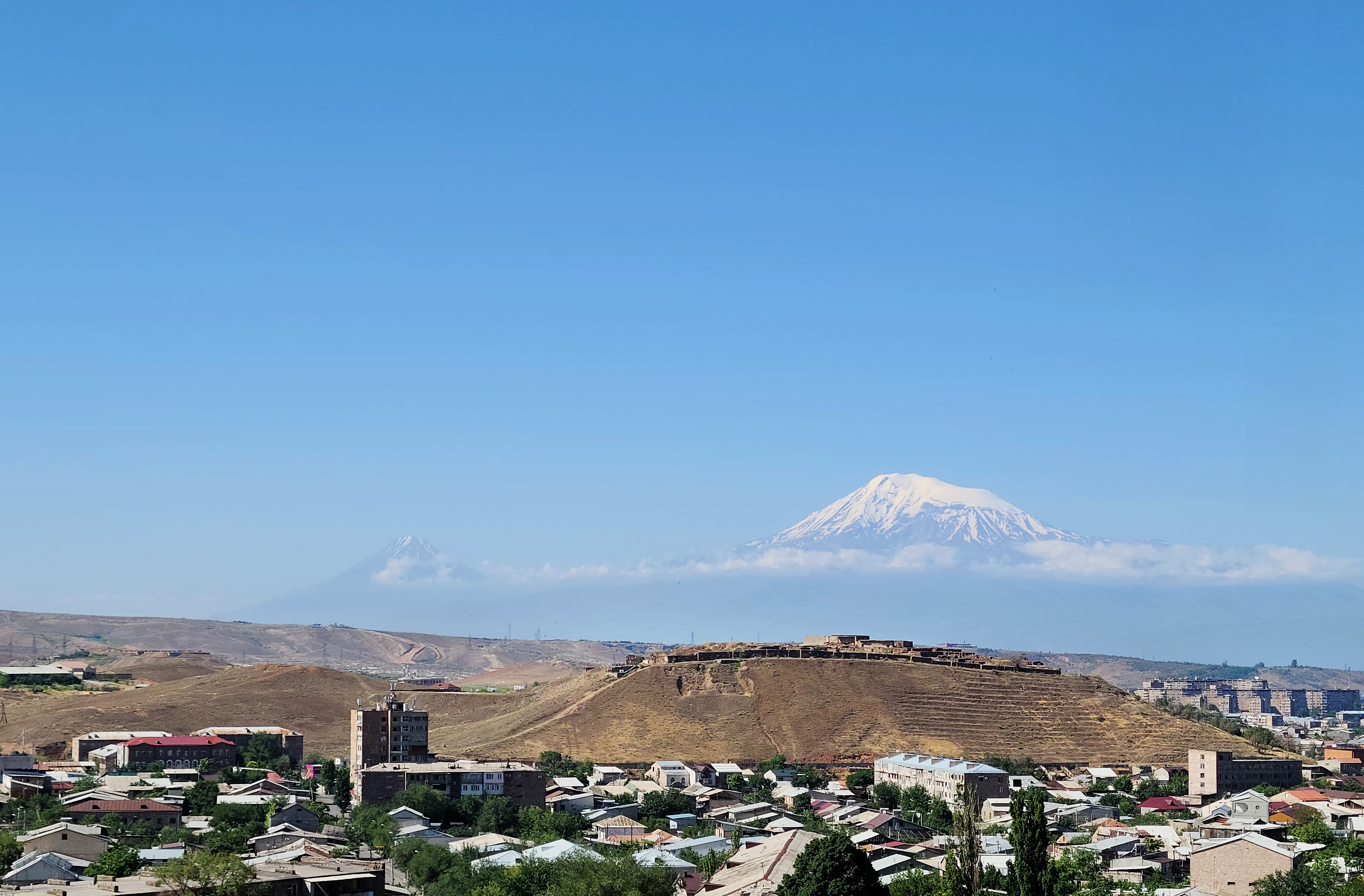
Fortalesa d'Erebuni

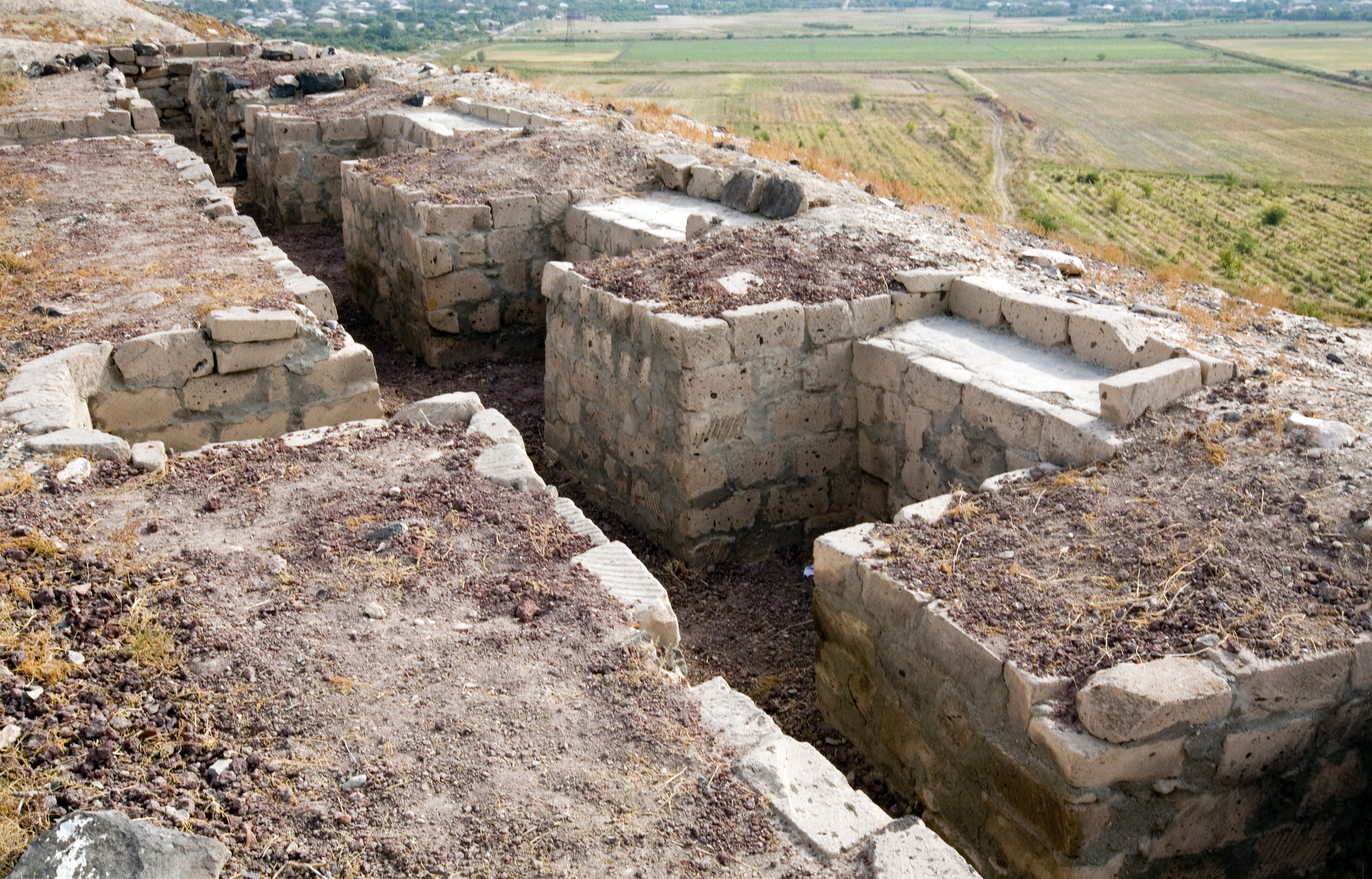
Murs d'Argištiḫinili

Va fer campanyes militars durant tretze anys: cap al nord va conquerir l'actual Sarikamich, va destronar el rei Ytupurchi de Diaueqi (Vanand o regió de Kars), el país d'Akhuriani (regió d'Aní), Etioni (entre Aní i Erevan), on va derrotar el rei Uduri. Després d'un aixecament dels habitants de les regions recentment conquerides, Argishti els va deportar, construint la fortalesa d'Erebuni l'any 782 aC amb 6.600 presoners de guerra d'Hatti i Sofene, i en 776 aC la fortalesa d'Argištiḫinili el regne d'Eriaqi, a la regió de Shirak; el regne Ichqugulu (regió de Aleksandrópol) i el país de Qiequni (al nord del llac Ixtamani); cap al sud va fer front a les expedicions de la regent assíria Sammuramat contra Hubutxkia o Kubutxkia (Djulamerk) cap al 785 o 784 aC, i després a les expedicions de Salmanassar IV el 781, 780, 779, 778, 776 i 774 aC. Per la seva banda, Argisti va atacar durant sis anys el regne de Manna, on el rei Aza s'havia aliat amb Assíria. Finalment, va ocupar el país, va capturar el rei i Manna va ser establert com a vassall l'any 780 o 779 aC. També va fer incursions contra Xupa (Sofene) i Khati (Malatya-Karkemish).
Va morir l'any 753 aC, i el va succeir el seu fill Sarduri II.